# City Line (Brooklyn)
City Line es una subsección del barrio de East New York, en el distrito de Brooklyn, en Nueva York, bordeando los barrios de Cypress Hills al norte y de Ozone Park, en Queens, al este, y de Shore Parkway al sur. El barrio se llama "City Line" (Línea de la Ciudad, Frontera de la Ciudad) debido a su ubicación, en la frontera entre la antigua ciudad de Brooklyn y el condado de Queens, antes de que Brooklyn y partes del condado de Queens se consolidaran como parte de la ciudad de Nueva York en 1898.
City Line es uno de los barrios con mayor diversidad étnica de Brooklyn. En un principio, estaba habitado, sobre todo, por italianos e irlandeses, pero hoy en día su población está formada mayoritariamente por inmigrantes procedentes de Bangladés, la República Dominicana, Guyana y Puerto Rico, así como por afroamericanos.
City Line está comunicado con el resto de la ciudad a través de las líneas de metro A y C de la IND. El principal distrito comercial se encuentra a lo largo de la avenida de la Libertad. City Line alberga muchos restaurantes, tiendas y mercados de alimentos.
El barrio forma parte de la Junta Comunitaria de Brooklyn 5.

## Viviendas subvencionadas
Las Cypress Hills Houses contienen 15 edificios de siete plantas con 1.442 apartamentos, ubicados entre Linden Boulevard y la avenidas Sutter, Euclid y Fountain. El complejo de viviendas fue terminado en 1955 y pertenece a la New York City Housing Authority.
El desarrollo residencial de East New York City Line está también en manos de la New York City Housing Authority y contiene 33 apartamentos de tres plantas con 63 viviendas. Los apartamentos están situados justo al oeste de las Cypress Hills Houses y fueron completados en 1976.